# Johann Andreas Naumann

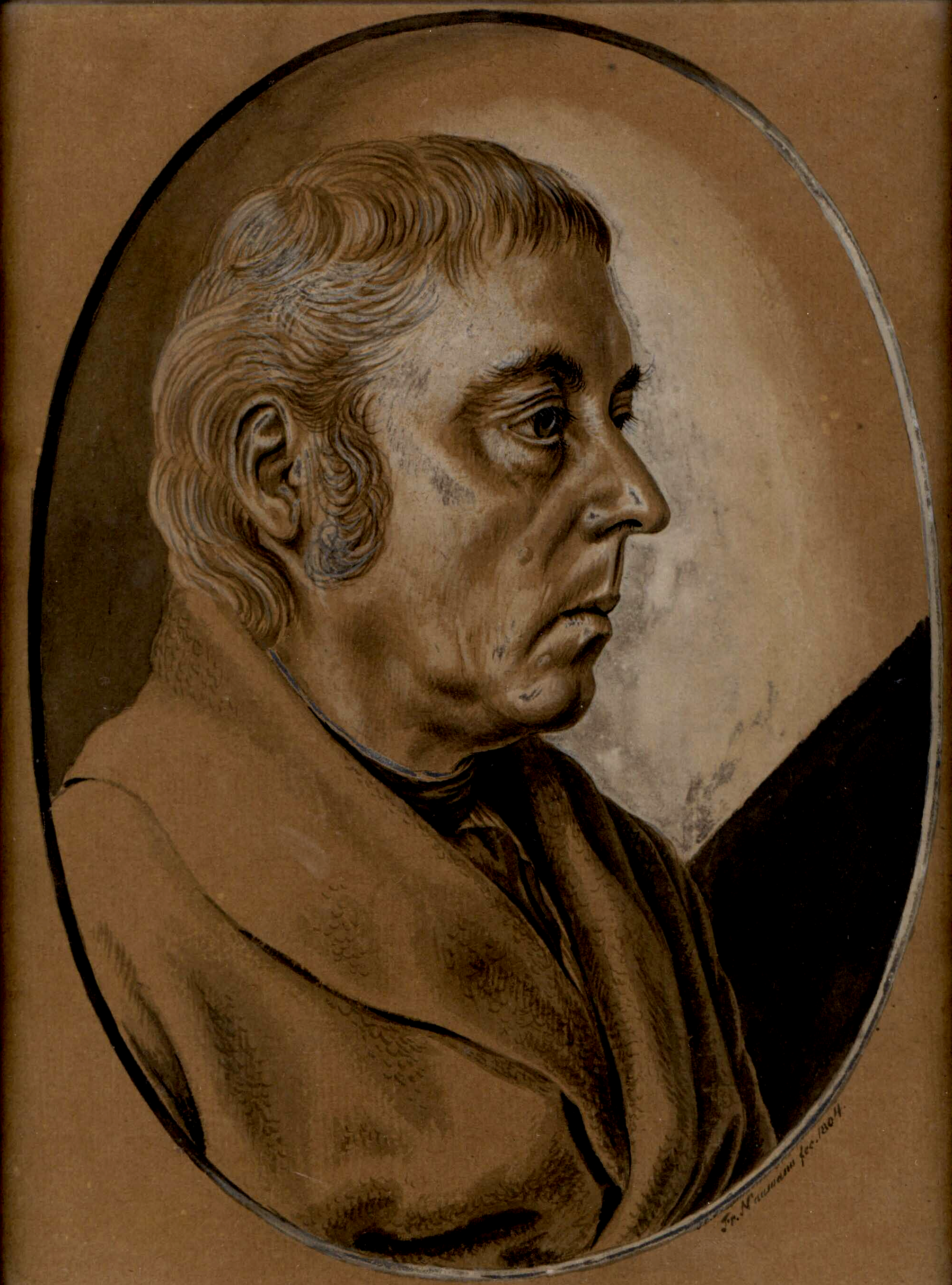
Johann Andreas Naumann

Johann Andreas Naumann (* 13. April 1744 in Ziebigk bei Köthen; † 15. Mai 1826 ebenda) war ein bedeutender deutscher Ornithologe.

## Leben
Johann Andreas Naumann stammte aus einer Familie von Landwirten, die ein Gut in Ziebigk besaßen. Im Alter von 11 Jahren verlor er seinen Vater und musste von der Schule abgehen, um seiner Mutter bei der Bewirtschaftung dieses Anwesens zur Hand zu gehen. Schon sein Vater und sein Großvater hatten sich für den Vogelfang interessiert; er selbst führte bei der Feldarbeit stets eine Flinte mit. Neben der Jagd auf die Vögel galt sein Interesse allerdings auch ihrem Aussehen und ihren Verhaltensweisen. Johann Andreas Naumann war der Vater von Johann Friedrich Naumann und Carl Andreas Naumann sowie möglicherweise eines weiteren Sohnes.

## Sonstiges
Die Naumannsche Vogelsammlung, die von Johann Andreas Naumann initiiert und von Johann Friedrich Naumann fortgesetzt wurde, befindet sich heute im Naumann-Museum in Köthen. Sie ist die einzige bekannte Naturaliensammlung des Biedermeier, die in Originalaufstellung erhalten geblieben ist. Der Rötelfalke (Falco naumanni) wurde von Johann Gottlieb Fleischer nach Naumann benannt. Auch die Naumanndrossel (Turdus naumanni) wurde nach Johann Andreas Naumann benannt.

## Werke
- Naturgeschichte der Land- und Wasservögel des nördlichen Deutschlands und angränzender Länder
- Der Vogelsteller oder die Kunst allerley Arten von Vögeln sowohl ohne als auch auf dem Vogelheerd bequem und in Menge zu fangen nebst den dahin gehörigen Kupfern und einer Naturgeschichte der bekannten und neu entdeckten Vögel, Leipzig (Schwickert) 1789
- Der philosophische Bauer oder Anleitung, die Natur durch Beobachtung und Versuche zu erforschen, 1791
- Naturgeschichte der Vögel Deutschlands. G. Fleischer, Leipzig 1820–1860 doi:10.5962/bhl.title.49752
- Naturgeschichte der Vögel Mitteleuropas. F.E. Köhler, Gera-Untermhaus 1897–1905 doi:10.5962/bhl.title.60905 doi:10.5962/bhl.title.50543